# 中国人民政治协商会议全国委员会主席会议
中国人民政治协商会议全国委员会主席会议（简称全国政协主席会议），是处理中国人民政治协商会议全国委员会常务委员会的重要日常工作的机构，由中国人民政治协商会议全国委员会主席、副主席、秘书长组成。主席会议一般每月召开一次；必要时可临时召开。

## 沿革
1982年11月24日，政协章程修改委员会副主任委员刘澜涛在五届政协五次会议上，就《中国人民政治协商会议章程（修改草案）》所作说明称，“为加强对重要日常工作的领导，章程修改草案规定全国委员会和地方委员会的主席主持常务委员会的工作，并由主席、副主席、秘书长组成主席会议，处理常务委员会的重要日常工作，以便更好地发挥集体领导的作用。”1982年12月11日，中国人民政治协商会议第五届全国委员会第五次会议通过新的《中国人民政治协商会议章程》，其中第三十六条规定：“中国人民政治协商会议全国委员会主席主持常务委员会的工作。副主席、秘书长协助主席工作。主席、副主席、秘书长组成主席会议，处理常务委员会的重要日常工作。”。
2004年3月12日，中国人民政治协商会议第十届全国委员会第二次会议通过《中国人民政治协商会议章程修正案》，规定章程第三十条增加“及界别设置”和“主席会议审议同意后”。章程第三十七条末、第四十八条末各增加同样内容的一款，作为第三款：“主席会议受常务委员会的委托，主持下一届第一次全体会议预备会议。”
2003年4月25日政协第十届全国委员会第四次主席会议通过了《中国人民政治协商会议全国委员会主席会议工作规则》，2005年1月17日政协第十届全国委员会第十八次主席会议修订，2013年9月18日政协第十二届全国委员会第六次主席会议修订。

## 组成和职责
2004年3月12日中国人民政治协商会议第十届全国委员会第二次会议通过的《中国人民政治协商会议章程修正案》修订后的《中国人民政治协商会议章程》规定：
- 第三十条：“每届中国人民政治协商会议全国委员会的参加单位、委员名额和人选及界别设置，经上届全国委员会主席会议审议同意后，由常务委员会协商决定。”“每届全国委员会任期内，有必要增加或者变更参加单位、委员名额和决定人选时，经本届主席会议审议同意后，由常务委员会协商决定。”
- 第三十七条：“中国人民政治协商会议全国委员会主席主持常务委员会的工作。副主席、秘书长协助主席工作。”“主席、副主席、秘书长组成主席会议，处理常务委员会的重要日常工作。”“主席会议受常务委员会的委托，主持下一届第一次全体会议预备会议。”[5]